# Золотой глобус (премия, 2009)
66-я церемония вручения наград премии «Золотой глобус»

11 января 2009
Лучший фильм (драма): 

«Миллионер из трущоб»
Лучший фильм (комедия или мюзикл): 

«Вики Кристина Барселона»
Лучший драматический сериал: 

«Безумцы»
Лучший сериал (комедия или мюзикл): 

«Студия 30»
Лучший мини-сериал или фильм на ТВ: 

«Джон Адамс»
< 65-я Церемонии вручения 67-я >
66-я церемония вручения наград премии «Золотой глобус» за заслуги в области кинематографа за 2008 год состоялась 11 января 2009 года в гостинице «Беверли Хилтон» в Лос-Анджелесе. Церемонию посмотрели 14,6 миллиона телезрителей и шоу имело рейтинг 4,9/12.

## Победители и номинанты
Здесь приведён полный список победителей и номинантов.  Победители выделены отдельным цветом :

### Полнометражные фильмы
| Категории                                | Фотографии лауреатов                                                           | Победители и номинанты                                       |
| ---------------------------------------- | ------------------------------------------------------------------------------ | ------------------------------------------------------------ |
| Лучший фильм (драма)                     |                                                                                | • «Миллионер из трущоб»                                      |
| Лучший фильм (драма)                     | • «Чтец»                                                                       |                                                              |
| Лучший фильм (драма)                     | • «Дорога перемен»                                                             |                                                              |
| Лучший фильм (драма)                     | • «Фрост против Никсона»                                                       |                                                              |
| Лучший фильм (драма)                     | • «Загадочная история Бенджамина Баттона»                                      |                                                              |
| Лучший фильм (комедия или мюзикл)        |                                                                                | • «Вики Кристина Барселона»                                  |
| Лучший фильм (комедия или мюзикл)        | • «Беззаботная»                                                                |                                                              |
| Лучший фильм (комедия или мюзикл)        | • «Залечь на дно в Брюгге»                                                     |                                                              |
| Лучший фильм (комедия или мюзикл)        | • «Мамма Mia!»                                                                 |                                                              |
| Лучший фильм (комедия или мюзикл)        | • «После прочтения сжечь»                                                      |                                                              |
| Лучший режиссёр                          |                                                                                | • Дэнни Бойл — «Миллионер из трущоб»                         |
| Лучший режиссёр                          | • Стивен Долдри — «Чтец»                                                       |                                                              |
| Лучший режиссёр                          | • Сэм Мендес — «Дорога перемен»                                                |                                                              |
| Лучший режиссёр                          | • Рон Ховард — «Фрост против Никсона»                                          |                                                              |
| Лучший режиссёр                          | • Дэвид Финчер — «Загадочная история Бенджамина Баттона»                       |                                                              |
| Лучшая мужская роль (драма)              |                                                                                | • Микки Рурк — «Рестлер»                                     |
| Лучшая мужская роль (драма)              | • Шон Пенн — «Харви Милк»                                                      |                                                              |
| Лучшая мужская роль (драма)              | • Леонардо Ди Каприо — «Дорога перемен»                                        |                                                              |
| Лучшая мужская роль (драма)              | • Фрэнк Ланджелла — «Фрост против Никсона»                                     |                                                              |
| Лучшая мужская роль (драма)              | • Брэд Питт — «Загадочная история Бенджамина Баттона»                          |                                                              |
| Лучшая женская роль (драма)              |                                                                                | • Кейт Уинслет — «Дорога перемен»                            |
| Лучшая женская роль (драма)              | • Мерил Стрип — «Сомнение»                                                     |                                                              |
| Лучшая женская роль (драма)              | • Анджелина Джоли — «Подмена»                                                  |                                                              |
| Лучшая женская роль (драма)              | • Энн Хэтэуэй — «Рэйчел выходит замуж»                                         |                                                              |
| Лучшая женская роль (драма)              | • Кристин Скотт Томас — «Я так давно тебя люблю»                               |                                                              |
| Лучшая мужская роль (комедия или мюзикл) |                                                                                | • Колин Фаррелл — «Залечь на дно в Брюгге»                   |
| Лучшая мужская роль (комедия или мюзикл) | • Дастин Хоффман — «Последний шанс Харви»                                      |                                                              |
| Лучшая мужская роль (комедия или мюзикл) | • Джеймс Франко — «Ананасовый экспресс: Сижу, курю»                            |                                                              |
| Лучшая мужская роль (комедия или мюзикл) | • Хавьер Бардем — «Вики Кристина Барселона»                                    |                                                              |
| Лучшая мужская роль (комедия или мюзикл) | • Брендан Глисон — «Залечь на дно в Брюгге»                                    |                                                              |
| Лучшая женская роль (комедия или мюзикл) |                                                                                | • Салли Хокинс — «Беззаботная»                               |
| Лучшая женская роль (комедия или мюзикл) | • Мерил Стрип — «Мамма Mia!»                                                   |                                                              |
| Лучшая женская роль (комедия или мюзикл) | • Эмма Томпсон — «Последний шанс Харви»                                        |                                                              |
| Лучшая женская роль (комедия или мюзикл) | • Ребекка Холл — «Вики Кристина Барселона»                                     |                                                              |
| Лучшая женская роль (комедия или мюзикл) | • Фрэнсис Макдорманд — «После прочтения сжечь»                                 |                                                              |
| Лучшая мужская роль второго плана        |                                                                                | • Хит Леджер — «Тёмный рыцарь» (посмертно)                   |
| Лучшая мужская роль второго плана        | • Рэйф Файнс — «Герцогиня»                                                     |                                                              |
| Лучшая мужская роль второго плана        | • Филип Сеймур Хоффман — «Сомнение»                                            |                                                              |
| Лучшая мужская роль второго плана        | • Том Круз — «Солдаты неудачи»                                                 |                                                              |
| Лучшая мужская роль второго плана        | • Роберт Дауни-младший — «Солдаты неудачи»                                     |                                                              |
| Лучшая женская роль второго плана        |                                                                                | • Кейт Уинслет — «Чтец»                                      |
| Лучшая женская роль второго плана        | • Эми Адамс — «Сомнение»                                                       |                                                              |
| Лучшая женская роль второго плана        | • Виола Дэвис — «Сомнение»                                                     |                                                              |
| Лучшая женская роль второго плана        | • Мариса Томей — «Рестлер»                                                     |                                                              |
| Лучшая женская роль второго плана        | • Пенелопа Крус — «Вики Кристина Барселона»                                    |                                                              |
| Лучший сценарий                          |                                                                                | • «Миллионер из трущоб» — Саймон Бофой                       |
| Лучший сценарий                          | • «Чтец» — Дэвид Хэйр                                                          |                                                              |
| Лучший сценарий                          | • «Сомнение» — Джон Патрик Шэнли                                               |                                                              |
| Лучший сценарий                          | • «Фрост против Никсона» — Питер Морган                                        |                                                              |
| Лучший сценарий                          | • «Загадочная история Бенджамина Баттона» — Эрик Рот                           |                                                              |
| Лучшая музыка к фильму                   |                                                                                | • «Миллионер из трущоб» — А. Р. Рахман                       |
| Лучшая музыка к фильму                   | • «Подмена» — Клинт Иствуд                                                     |                                                              |
| Лучшая музыка к фильму                   | • «Вызов» — Джеймс Ньютон Ховард                                               |                                                              |
| Лучшая музыка к фильму                   | • «Фрост против Никсона» — Ханс Циммер                                         |                                                              |
| Лучшая музыка к фильму                   | • Загадочная история Бенджамина Баттона — Александр Деспла                     |                                                              |
| Лучшая песня                             |                                                                                | • «The Wrestler» (исполнена Брюсом Спрингстином) — «Рестлер» |
| Лучшая песня                             | • «Once in a Lifetime» (исполнена Бейонсе) — «Кадиллак Рекордс»                |                                                              |
| Лучшая песня                             | • «Down to Earth» (исполнена Питером Гэбриэлом) — «ВАЛЛ-И»                     |                                                              |
| Лучшая песня                             | • «Gran Torino» (исполнена Джемми Куллумом) — «Гран Торино»                    |                                                              |
| Лучшая песня                             | • «I Thought I Lost You» (исполнена Майли Сайрус и Джоном Траволтой) — «Вольт» |                                                              |
| Лучший анимационный фильм                |                                                                                | • «ВАЛЛ-И»                                                   |
| Лучший анимационный фильм                | • «Вольт»                                                                      |                                                              |
| Лучший анимационный фильм                | • «Кунг-фу панда»                                                              |                                                              |
| Лучший фильм на иностранном языке        |                                                                                | • «Вальс с Баширом» (ואלס עם באשיר) • Израиль                |
| Лучший фильм на иностранном языке        | • «Гоморра» (Gomorra) • Италия                                                 |                                                              |
| Лучший фильм на иностранном языке        | • «Комплекс Баадера—Майнхоф» (Der Baader Meinhof Komplex) • Германия           |                                                              |
| Лучший фильм на иностранном языке        | • «Моменты, длящиеся вечно» (Maria Larssons eviga ögonblick) • Швеция          |                                                              |
| Лучший фильм на иностранном языке        | • «Я так давно тебя люблю (Il y a longtemps que je t’aime)» • Франция          |                                                              |

### Телевизионные фильмы и сериалы
| Категории                                                                 | Фотографии лауреатов                                       | Победители и номинанты            |
| ------------------------------------------------------------------------- | ---------------------------------------------------------- | --------------------------------- |
| Лучший телевизионный сериал (драма)                                       |                                                            | • «Безумцы»                       |
| Лучший телевизионный сериал (драма)                                       | • «Лечение»                                                |                                   |
| Лучший телевизионный сериал (драма)                                       | • «Декстер»                                                |                                   |
| Лучший телевизионный сериал (драма)                                       | • «Доктор Хаус»                                            |                                   |
| Лучший телевизионный сериал (драма)                                       | • «Настоящая кровь»                                        |                                   |
| Лучший телевизионный сериал (комедия или мюзикл)                          |                                                            | • «Студия 30»                     |
| Лучший телевизионный сериал (комедия или мюзикл)                          | • «Красавцы»                                               |                                   |
| Лучший телевизионный сериал (комедия или мюзикл)                          | • «Блудливая Калифорния»                                   |                                   |
| Лучший телевизионный сериал (комедия или мюзикл)                          | • «Офис»                                                   |                                   |
| Лучший телевизионный сериал (комедия или мюзикл)                          | • «Дурман»                                                 |                                   |
| Лучшая мужская роль в телевизионном сериале (драма)                       |                                                            | • Гэбриэл Бирн — «Лечение»        |
| Лучшая мужская роль в телевизионном сериале (драма)                       | • Хью Лори — «Доктор Хаус»                                 |                                   |
| Лучшая мужская роль в телевизионном сериале (драма)                       | • Майкл Си Холл — «Декстер»                                |                                   |
| Лучшая мужская роль в телевизионном сериале (драма)                       | • Джон Хэмм — «Безумцы»                                    |                                   |
| Лучшая мужская роль в телевизионном сериале (драма)                       | • Джонатан Рис-Майерс — «Тюдоры»                           |                                   |
| Лучшая женская роль в телевизионном сериале (драма)                       |                                                            | • Анна Пэкуин — «Настоящая кровь» |
| Лучшая женская роль в телевизионном сериале (драма)                       | • Кира Седжвик — «Ищейка»                                  |                                   |
| Лучшая женская роль в телевизионном сериале (драма)                       | • Дженьюари Джонс — «Безумцы»                              |                                   |
| Лучшая женская роль в телевизионном сериале (драма)                       | • Салли Филд — «Братья и сёстры»                           |                                   |
| Лучшая женская роль в телевизионном сериале (драма)                       | • Маришка Харгитей — «Закон и порядок: Специальный корпус» |                                   |
| Лучшая мужская роль в телевизионном сериале (комедия или мюзикл)          |                                                            | • Алек Болдуин — «Студия 30»      |
| Лучшая мужская роль в телевизионном сериале (комедия или мюзикл)          | • Кевин Коннолли — «Красавцы»                              |                                   |
| Лучшая мужская роль в телевизионном сериале (комедия или мюзикл)          | • Дэвид Духовны — «Блудливая Калифорния»                   |                                   |
| Лучшая мужская роль в телевизионном сериале (комедия или мюзикл)          | • Стив Карелл — «Офис»                                     |                                   |
| Лучшая мужская роль в телевизионном сериале (комедия или мюзикл)          | • Тони Шалуб — «Детектив Монк»                             |                                   |
| Лучшая женская роль в телевизионном сериале (комедия или мюзикл)          |                                                            | • Тина Фей — «Студия 30»          |
| Лучшая женская роль в телевизионном сериале (комедия или мюзикл)          | • Кристина Эпплгейт — «Кто такая Саманта?»                 |                                   |
| Лучшая женская роль в телевизионном сериале (комедия или мюзикл)          | • Америка Феррера — «Дурнушка»                             |                                   |
| Лучшая женская роль в телевизионном сериале (комедия или мюзикл)          | • Дебра Мессинг — «Развод по-голливудски»                  |                                   |
| Лучшая женская роль в телевизионном сериале (комедия или мюзикл)          | • Мэри-Луиз Паркер — «Дурман»                              |                                   |
| Лучший мини-сериал или телефильм                                          |                                                            | • «Джон Адамс»                    |
| Лучший мини-сериал или телефильм                                          | • «Бернард и Дорис»                                        |                                   |
| Лучший мини-сериал или телефильм                                          | • «Пересчёт»                                               |                                   |
| Лучший мини-сериал или телефильм                                          | • «Крэнфорд»                                               |                                   |
| Лучший мини-сериал или телефильм                                          | • «Изюм на солнце»                                         |                                   |
| Лучшая мужская роль (мини-сериал или телефильм)                           |                                                            | • Пол Джаматти — «Джон Адамс»     |
| Лучшая мужская роль (мини-сериал или телефильм)                           | • Рэйф Файнс — «Бернард и Дорис»                           |                                   |
| Лучшая мужская роль (мини-сериал или телефильм)                           | • Кевин Спейси — «Пересчёт»                                |                                   |
| Лучшая мужская роль (мини-сериал или телефильм)                           | • Том Уилкинсон — «Пересчёт»                               |                                   |
| Лучшая мужская роль (мини-сериал или телефильм)                           | • Кифер Сазерленд — «24 часа: Искупление»                  |                                   |
| Лучшая женская роль (мини-сериал или телефильм)                           |                                                            | • Лора Линни — «Джон Адамс»       |
| Лучшая женская роль (мини-сериал или телефильм)                           | • Кэтрин Кинер — «Американское преступление»               |                                   |
| Лучшая женская роль (мини-сериал или телефильм)                           | • Джуди Денч — «Крэнфорд»                                  |                                   |
| Лучшая женская роль (мини-сериал или телефильм)                           | • Ширли Маклейн — «Коко Шанель»                            |                                   |
| Лучшая женская роль (мини-сериал или телефильм)                           | • Сьюзан Сарандон — «Бернард и Дорис»                      |                                   |
| Лучшая мужская роль второго плана (мини-сериал, телесериал или телефильм) |                                                            | • Том Уилкинсон — «Джон Адамс»    |
| Лучшая мужская роль второго плана (мини-сериал, телесериал или телефильм) | • Джереми Пивен — «Красавцы»                               |                                   |
| Лучшая мужская роль второго плана (мини-сериал, телесериал или телефильм) | • Нил Патрик Харрис — «Как я встретил вашу маму»           |                                   |
| Лучшая мужская роль второго плана (мини-сериал, телесериал или телефильм) | • Денис Лири — «Пересчёт»                                  |                                   |
| Лучшая мужская роль второго плана (мини-сериал, телесериал или телефильм) | • Блэр Андервуд — «Лечение»                                |                                   |
| Лучшая женская роль второго плана (мини-сериал, телесериал или телефильм) |                                                            | • Лора Дерн — «Пересчёт»          |
| Лучшая женская роль второго плана (мини-сериал, телесериал или телефильм) | • Айлин Эткинс — «Крэнфорд»                                |                                   |
| Лучшая женская роль второго плана (мини-сериал, телесериал или телефильм) | • Мелисса Джордж — «Лечение»                               |                                   |
| Лучшая женская роль второго плана (мини-сериал, телесериал или телефильм) | • Дайан Уист — «Лечение»                                   |                                   |
| Лучшая женская роль второго плана (мини-сериал, телесериал или телефильм) | • Рэйчел Гриффитс — «Братья и сёстры»                      |                                   |

## Премия Сесиля Б. Де Милля
| Награда за вклад в кинематограф | Фотография | Режиссёр          |
| ------------------------------- | ---------- | ----------------- |
| Премия Сесиля Б. Де Милля       |            | • Стивен Спилберг |

## Мисс/Мистер «Золотой глобус»
| Символическая награда        | Изображение | Имя            |
| ---------------------------- | ----------- | -------------- |
| Мисс/Мистер «Золотой глобус» |             | • Румер Уиллис |